# Batrachosaurus
Batrachosaurus is een geslacht van uitgestorven temnospondyle Batrachomorpha (basale 'amfibieën') uit het Trias. Fossielen van dit aquatische roofdier zijn gevonden in Zuid-Afrika. Batrachosaurus had een brede, platte kop met grote ogen. De poten waren relatief kort. De lange tanden wijzen erop dat vis het hoofdvoedsel was.